# Rosa Passos
Pour les articles homonymes, voir Passos.
Rosa Passos (plus précisément Rosa Maria Farias Passos), née à Salvador le 13 avril 1952, est une chanteuse, guitariste et compositrice brésilienne, originaire de Bahia. Souvent comparée à João Gilberto pour sa douceur, Rosa Passos est aujourd’hui considérée comme l’une des plus grandes interprètes de bossa nova.

## Biographie
Très jeune, elle étudia le piano puis la guitare. Sa carrière commença en 1968, à la télévision de Salvador da Bahia. Puis, dans les années 1970, elle participa comme compositrice à des festivals de musique et y fut primée. C'est en 1978 que sortit son premier disque, Recriação. Le suivant fut Amorosa (1988). Une quinzaine d'autres ont été publiés depuis.

## Discographie
- Recriação (1979)
- Amorosa (1988)
- Curare (1991)
- Festa (1993)
- Pano Pra Manga (1996)
- Letra & Música - Ary Barroso (1997) (avec Lula Galvão)
- Rosa Passos Canta Antonio Carlos Jobim - 40 Anos de Bossa Nova (1998)
- Morada do Samba (1999)
- Rosa Passos Canta Caymmi (2000)
- Me and My Heart (2001) réédité sous le titre Eu e Meu Coração (2003)
- Azul (2002)
- Entre Amigos (2003) (avec Ron Carter)
- Amorosa (2004)
- Rosa (2005)
- Romance (2008)
- E Luxo So (2011)
- Samba dobrado (2013)
- Ao vivo (Live, 2016)

Compilation
- O melhor de Rosa Passos (1997)
- Canta Ary, Tom e Caymmi (2015)

Participations
- Deux titres (arrangement, guitare, chant) sur le disque Putcheros de Victoria Abril (2005)
- Un titre sur To Love Again de Chris Botti (2005)